# Свечников, Игорь Геннадьевич
И́горь Генна́дьевич Све́чников (род. 28 апреля 1962) — советский и казахстанский футболист, выступал на позиции защитника. Тренер.

## Биография
Воспитанник степногорской школы футбола, начинал карьеру в местном «Химике». Состоял в ВЛКСМ.
Основную часть карьеры провел в команде «Целинник». За «Целинник» отыграл более 400 матчей, что является вторым результатом по наибольшему количеству игр в истории команды.
С 1997 работает тренером. В октябре-декабре 2003 и с мая по июнь 2004 — главный тренер «Жениса». Со 2-й половины 2004 — главный тренер клуба «Жетысу».
С июня 2012 года по 2014 год — главный тренер дубля «Астаны».

## Достижения
В качестве игрока
- Победитель второй лиги СССР: 1984

В качестве тренера
- Обладатель Кубка Казахстана: 2002